# Daryl Janmaat
Daryl Janmaat, född 22 juli 1989 i Leidschendam, Nederländerna, är en nederländsk före detta fotbollsspelare som spelade som högerback. Han representerade Nederländernas landslag under sin karriär.

## Karriär
Den 15 juli 2014 skrev Janmaat på ett sexårskontrakt med engelska Newcastle United.
Den 29 december 2020 värvades Janmaat av ADO Den Haag, där han skrev på ett kontrakt till sommaren 2023. I juni 2022 avslutade Janmaat sin spelarkarriär och blev istället utsedd till teknisk direktör i klubben.